# Храм Светог Александра Невског у Софији
Храм-споменик Светог Александра Невског (буг. Храм-паметник Свети Александър Невски) је патријаршијска катедрала Бугарске православне цркве у Софији. Изграђена је 1912. године и посвећена светом Александру Невском и руским војницима, погинулим у Руско-турском рату 1877—1878, након којег је Бугарска добила државност од Османске империје али не и потпуну самосталност. Изграђена у неовизантијском стилу, служи као катедрална црква Патријарха бугарског и једна је од 50 највећих хришћанских црквених грађевина по обиму на свету. То је један од симбола Софије и примарних туристичких атракција. Катедрала Светог Александра Невског у Софији заузима површину од 3.170 m2 (34.100 sq ft) и може да прими 5.000 људи. Спада међу 10 највећих православних црквених грађевина. То је највећа катедрала на Балкану. Сматра се да је до 2000. године to био највећи завршени православни саборни храм.

## Историја, архитектура и грађевинарство
Изградња Саборне цркве Светог Александра Невског почела је 1882. године (планирано од 19. фебруара 1879. године), када је положен камен темељац, али је највећи део изграђен између 1904. и 1912. године. Свети Александар Невски је био руски кнез. Катедрала је настала у част руским војницима који су погинули током Руско-турског рата 1877–1878, услед чега је Бугарска ослобођена од отоманске власти.
Катедралу је пројектовао Александар Померанцев, уз помоћ Александра Смирнова и Александра Јаковљева, пошто је почетни пројекат Ивана Богомолова из 1884–1885 Померанцев радикално променио. Коначни пројекат је завршен 1898. године, а изградњу и уређење радила је екипа бугарских, руских, аустроугарских и других европских уметника, архитеката и радника, међу којима су и поменути архитекти, као и Петко Момчилов, Јордан Миланов, Харалампи Тачев, Иван Мрквичка, Васили Болотнов, Николај Бруни, Александар Кисељов, Антон Митов и многи други.
Мермерни делови и расветна тела израђени су у Минхену, метални елементи за капије у Берлину, док су саме капије произведене у фабрици Карла Бамберга у Бечу, а мозаици су допремљени из Венеције.
Катедрала Александра Невског је крстасто-куполна базилика са наглашеном централном куполом. Позлаћена купола катедрале је висока 45 m high (148 ft) (46,3 m (152 ft) са крстом), а звоник досеже 53 m (174 ft). Распон крова централног брода је 28 m (92 ft). Храм има 12 звона укупне тежине 23 тоне, најтеже 12 тона и најлакше је 10 10 kg (22 lb). Унутрашњост је украшена италијанским мермером у разним бојама, бразилским ониксом, алабастером и другим луксузним материјалима. На средишњој куполи је уписана молитва Господња, танким златним словима.
У Бугарској има много цркава које су мање копије Саборне цркве Светог Александра Невског попут храмова у следећим градовима: Валчедрам, Сандански, Долна Митрополија, Ћустендил, Каспичан, Брезник, село Дорково.
- Црква Свете Параскеве у Валчедраму
- Црква Светог Димитрија у Долној Митрополији
- Црква Светог Мене у Ћустендилу
- Црква Светог Ђорђа у Брезнику

## Промене имена
Име катедрале је било накратко промењено у катедралу Св. Кирила и Методија између 1916. и 1920. (пошто су Бугарска и Русија припадале супротстављеним савезима у Првом светском рату), али је затим првобитно име враћено. Саборни храм Светог Александра Невског освећен је 12. септембра 1924. године, а 1955. године проглашен је спомеником културе.

## Реликвије
Лево од олтара је кутија са моштима Александра Невског које је поклонила Руска православна црква. Иако се пратећа плоча на бугарском језику једноставно односи на „мошти“ (мощи), приказани предмет изгледа као комад ребра.

## Музеј и пијаца
Унутар крипте катедрале налази се музеј бугарских икона, који је део Националне уметничке галерије. Црква тврди да се у музеју налази највећа збирка православних икона у Европи.

## Оближње локације
Катедрала се налази у близини цркве Свете Софије, цркве по којој је град Софија добио име. Друге значајне знаменитости у непосредној близини катедрале су Споменик незнаном војнику, Бугарска академија наука, Национална галерија иностране уметности, Национална уметничка академија, бугарски парламент, парк у част Ивана Вазова са његовим монументом и надгробним спомеником, Софијска опера и балет и парк у коме се на малој бувљој пијаци могу купити ручно рађени текстили, иконе и антиквитети.

## Галерија
- Alexander Nevsky Cathedral, Sofia at Sunset Entrance
- Alexander Nevsky Cathedral Ceiling Interior